# Дом-музей Максима Богдановича (Гродно)
Музей Максима Богдановича в Гродно находится в мемориальном деревянном доме по адресу 1 мая, 10, построенном в 1888 году. В этом доме, в котором, по некоторым данным, с июня 1892 по октябрь 1896 год вместе с родителями жил белорусский поэт (по другим данным, семья Богдановичей жила в одном из соседних домов).
Ещё 6 мая 1965 года на доме была установлена мемориальная доска.

## История

### В Советском Союзе
В 1982 году Управлением культуры Гродненского облисполкома издан приказ об открытии в этом доме литературного отдела Гродненского государственного историко-археологического музея. Одним из организаторов создания музея выступила гродненская поэтесса Данута Бичель.
В 1985 году разработан тематика-экспозиционный план и велось оформление экспозиции литературного отдела «Максим Богданович — классик белорусской литературы и его эпоха». Автор экспозиции — Данута Бичель, поэтесса, старший научный сотрудник музея; художники — А. Степень и В. Кичко.
16 мая 1986 года состоялось торжественное открытие экспозиции литературного отдела. Экспозиция размещалась в 4 комнатах дома (площадью 56 м2). Посетители могли познакомиться с общим видом Гродно конца ХІХ — начала XX века, семейными фотографиями и личными вещами Н. Богдановича, деятельностью газеты «Наша Ніва». Так же экспонируется номер газеты «Гродненские губернские ведомости» от 29.12.1893 с рассказом матери поэта «Накануне Рождества», фотокопии ранних стихотворений, написанные в Нижнем Новгороде, а также личные вещи семьи и Максима.
Среди прочих в создании коллекции принимала участие белорусская поэтесса Лариса Гениюш, которая подарила музею ряд мемориальных предметов. Но раритетный сборник «Вянок» (1913) Гениюш решила оставить в наследство сыну Юрию, который жил за рубежом. После смерти матери Юрий собирался перевезти «Вянок» в Польшу, но из-за угрозы изъятия на белорусско-польской границе решил передать сборник музею.

### В современной Белоруссии
В 1992 году начался капитальный ремонт и перепланировка здания, проектирование новой экспозиции. Генеральное решение по оформлению музея сделано А. Грачёвым. Работы проводила группа художников под руководством В. Протасени, автор экспозиции — Данута Бичель. Была создана экспозиция (площадью 150 м²), которая действует и сейчас, она состоит из следующих залов: «Гродненский период жизни семьи Богдановичей», «Литературно-общественное движение в Беларуси во второй половине XIX — нач. XX века», «Гродненский край литературный» и 4 мемориальных зала.
Торжественное открытие обновлённой экспозиции музея состоялось 26 мая 1994 года, среди почётных гостей был министр культуры и печати Республики Беларусь Анатолий Бутевич, а также Народный поэт БССР Нил Гилевич.
С 1 января 1995 года музей действовал как самостоятельная единица «Музей Максима Богдановича», с 2008 — ДУК «Гродненский музей Максима Богдановича», с марта 2014 года — литературный отдел «Гродненского государственного историко-археологического музея».
Летом-осенью 2014 года в рамках проекта «Виртуальное прошлое — гарант успеха будущего музеев» был проведён ремонт экспозиционного зала «Гродненщина литературная»:  разработан новый тематико-экспозиционный план и обновлена экспозиция. Торжественное открытие обновлённого зала состоялось 2 октября 2014 года.